# Cotoneaster persicus
Cotoneaster persicus är en rosväxtart som beskrevs av Antonina Ivanovna Pojarkova. Cotoneaster persicus ingår i släktet oxbär, och familjen rosväxter. Inga underarter finns listade i Catalogue of Life.